# Salles-la-Source
 Salles-la-Source  (en occitano Salas Comtals) es una población y comuna francesa, situada en la región de Mediodía-Pirineos, departamento de Aveyron, en el distrito de Rodez y cantón de Marcillac-Vallon.

## Demografía
| 1293 | 1141 | 1187 | 1294 | 1594 | 1800 |
| Para los censos de 1962 a 1999 la población legal corresponde a la población sin duplicidades (Fuente: INSEE [Consultar]) |      |      |      |      |      |